# Comuna Breaza, Buzău
Breaza este o comună în județul Buzău, Muntenia, România, formată din satele Bădeni, Breaza (reședința), Greceanca, Văleanca-Vilănești și Vispești.

## Așezare
Comuna se află pe versantul sudic al dealului Istrița, culmea căruia este cel mai înalt punct al comunei și extremitatea sa nordică. Principala cale de comunicație este șoseaua județeană DJ205, care leagă comuna Breaza spre vest de Năeni și spre est de Pietroasele și Vernești (DN10). Legătura cu reședința Buzău se face prin șoseaua județeană DJ103R, care leagă comuna de satul Istrița de Jos, unde se intersectează cu DN1B.

## Demografie
Componența etnică a comunei Breaza
     Români (91,19%)
     Romi (2,99%)
     Alte etnii (0%)
     Necunoscută (5,82%)
Componența confesională a comunei Breaza
     Ortodocși (92,04%)
     Penticostali (1,46%)
     Alte religii (0,4%)
     Necunoscută (6,1%)
Conform recensământului efectuat în 2021, populația comunei Breaza se ridică la 2.474 de locuitori, în scădere față de recensământul anterior din 2011, când fuseseră înregistrați 2.913 locuitori. Majoritatea locuitorilor sunt români (91,19%), cu o minoritate de romi (2,99%), iar pentru 5,82% nu se cunoaște apartenența etnică. Din punct de vedere confesional, majoritatea locuitorilor sunt ortodocși (92,04%), cu o minoritate de penticostali (1,46%), iar pentru 6,1% nu se cunoaște apartenența confesională.

## Politică și administrație
Comuna Breaza este administrată de un primar și un consiliu local compus din 11 consilieri. Primarul, Adrian Drugă[*], de la Partidul Social Democrat, este în funcție din 2004. Începând cu alegerile locale din 2024, consiliul local are următoarea componență pe partide politice:
|  | Partid                          | Consilieri | Componența Consiliului | Componența Consiliului | Componența Consiliului | Componența Consiliului | Componența Consiliului | Componența Consiliului | Componența Consiliului |
|  | ------------------------------- | ---------- | ---------------------- | ---------------------- | ---------------------- | ---------------------- | ---------------------- | ---------------------- | ---------------------- |
|  | Partidul Social Democrat        | 7          |                        |                        |                        |                        |                        |                        |                        |
|  | Partidul Național Liberal       | 2          |                        |                        |                        |                        |                        |                        |                        |
|  | Alianța pentru Unirea Românilor | 1          |                        |                        |                        |                        |                        |                        |                        |
|  | Alianța Dreapta Unită           | 1          |                        |                        |                        |                        |                        |                        |                        |

## Istorie
La sfârșitul secolului al XIX-lea, comuna făcea parte din plasa Tohani a județului Buzău era formată din satele Breaza, Bădeni, Drăgăicești, Dorobanți și Greceanca, având în total 2610 locuitori. În comună funcționau 3 biserici, o cășerie, o moară mecanică și o școală cu 68 de elevi (din care 3 fete). În aceeași perioadă, pe teritoriul actual al comunei Breaza funcționa și comuna Vispești, desprinsă în perioada 1862–1864 din Breaza, și formată din satele Văleanca, Vispești, Vârfu și Fântânele, cu 1250 de locuitori, dintre care jumătate în satul de reședință. În comună funcționau 2 biserici (la Vispești și Fântânele) și o școală la Vispești.
În 1925, în comuna Breaza este consemnat și satul Istrița de Jos, iar comuna avea 4525 locuitori. Comuna Vispești fusese atunci, însă, desființată, satele ei fiind incluse în comuna Năeni. În 1931, s-a înființat și comuna Greceanca, cu satele Greceanca, Bădeni, Dorobanți, Drăgăici, Istrița de Jos și Pepiniera Istrița; comuna Berca rămânea atunci doar cu satul ei de reședință.
În 1950, comunele Breaza și Greceanca au fost incluse în raionul Mizil din regiunea Buzău și apoi (după 1952) din regiunea Ploiești. În 1968, comuna Greceanca s-a desființat, satele ei fiind împărțite între comunele Săhăteni și Breaza; comuna Breaza, în componența ei actuală, a revenit la județul Buzău, reînființat, în actuala componență.

## Monumente istorice

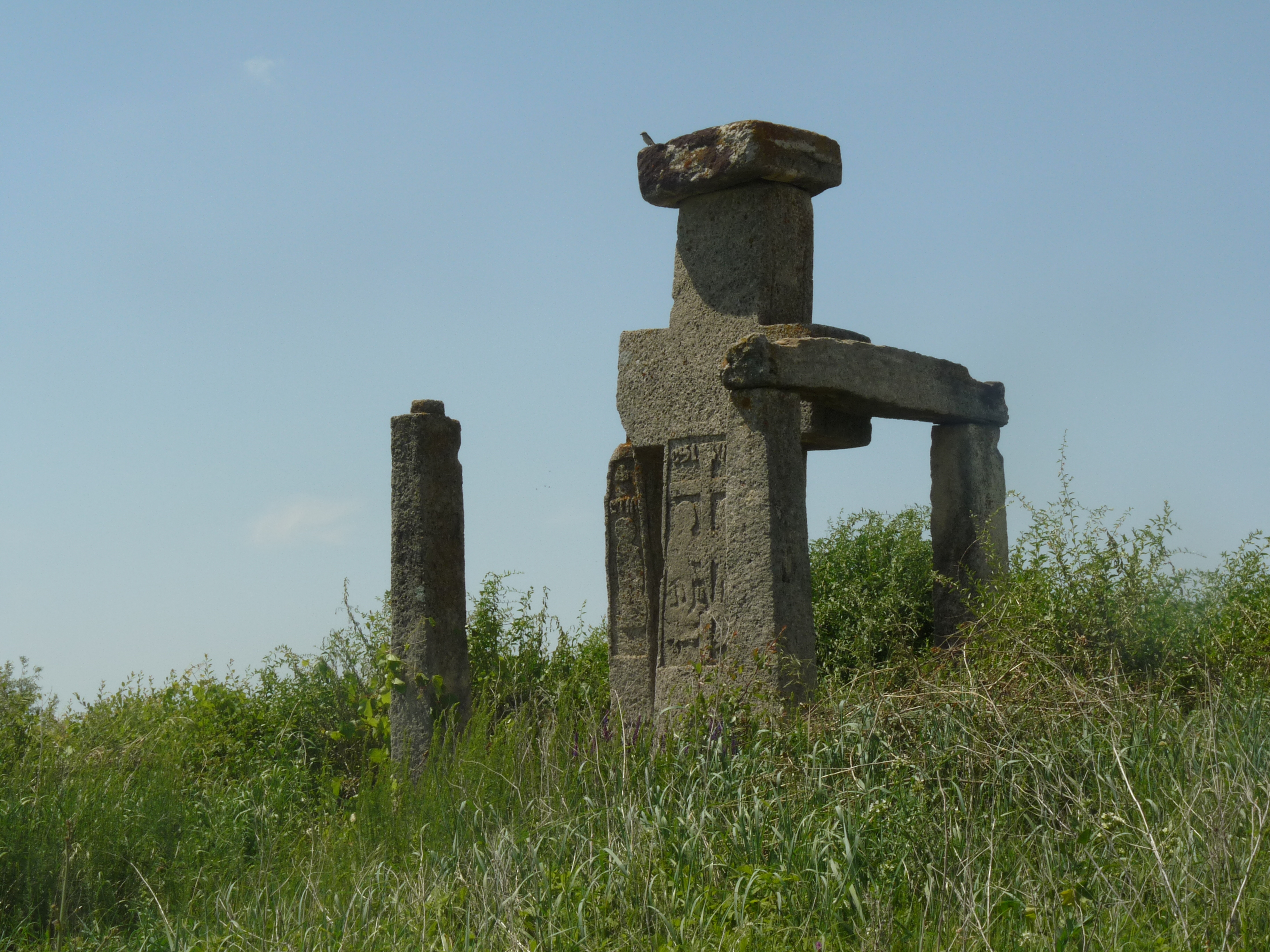
Crucea Manafului, monument istoric

Șapte obiective de pe teritoriul comunei Breaza sunt clasificate în lista monumentelor istorice din județul Buzău ca monumente de interes local. Două dintre acestea sunt situri arheologice. Una o constituie situl de la Bădeni, aflat în zona „La Gorganele” de sub vârful Istrița, cuprinde locuința rupestră de „La Piatra Șoimului”, utilizată în secolele al XVIII-lea–al XX-lea, precum și mai multe așezări: una aparținând culturii Monteoru (Epoca Bronzului, mileniile al III-lea–al II-lea î.e.n.), una aparținând perioadei Halstatt (secolele al XII-lea–al V-lea î.e.n.), o așezare geto-dacică din perioada Latène (secolul al IV-lea î.e.n.) și una din perioada migrațiilor (secolul al IV-lea e.n.). Celălalt sit arheologic este cel de lângă satul Breaza, tot sub vârful Istrița, aflat în punctul „Fântâna lui Carpen”, lângă releul de televiziune. El cuprinde o așezare geto-dacică din perioada Latène, contemporană cu cea de la Bădeni, și una medievală timpurie, aparținând culturii Dridu (secolele al IX-lea–al XI-lea.
Restul de cinci obiective sunt cruci de piatră clasificate drept monumente memoriale sau funerare: unul se află în satul Breaza, între vii, „la Bătrânele”, din 1740, celelalte patru fiind în satul Greceanca: Crucea Manafului, datând din 1846 se află la 1 km sud de sat, în vreme ce alte cruci, datând respectiv din 1676, secolul al XVIII-lea, și 1706, sunt aflate respectiv în curtea școlii, în curtea de la numărul 107 și în cea de la numărul 307.